# RMS Mauretania
O RMS Mauretania foi um navio de passageiros britânico operado pela Cunard Line e construído pelos estaleiros da Swan Hunter & Wigham Richardson. Projetado por Leonard Peskett, sua construção começou em 1904, sendo lançado ao mar em setembro de 1906 e realizando sua primeira viagem em novembro de 1907. Mauretania foi o maior navio do mundo da sua época, superando seu irmão RMS Lusitania e sendo batido em 1911 pelo RMS Olympic.

## História

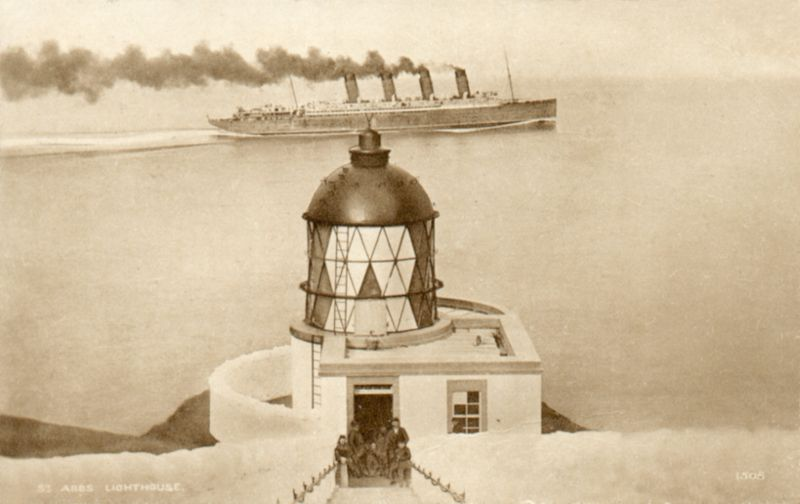
Mauretania durante seus testes marítimos

Em 1897, o navio SS Kaiser Wilhelm der Grosse da companhia alemã Norddeutscher Lloyd havia se tornado o transatlântico mais rápido do mundo. Com uma velocidade de 22 nós (41 km/h), ele conquistou a Flâmula Azul. A Alemanha passou a dominar o Atlântico, e em 1906 eles lançaram cinco novos navios, quatro deles de propriedade da Norddeutscher Lloyd. Com isso, foi fundado uma nova classe chamada Classe Kaiser.
Por volta da mesma época, o financista americano John Pierpont Morgan estava tentando monopolizar o comércio marítimo, e havia adquirido uma grande companhia marítima, White Star Line.
Diante essas ameaças, a Cunard Line foi determinada a recuperar o prestígio marítimo, não só para a empresa, mas também para o Reino Unido. Em 1903, a Cunard e o governo britânico chegaram a um acordo para construir dois novos navios, RMS Lusitania e Mauretania, com uma velocidade não inferior a 24 nós (44 km/h).

## Construção e Equipagem

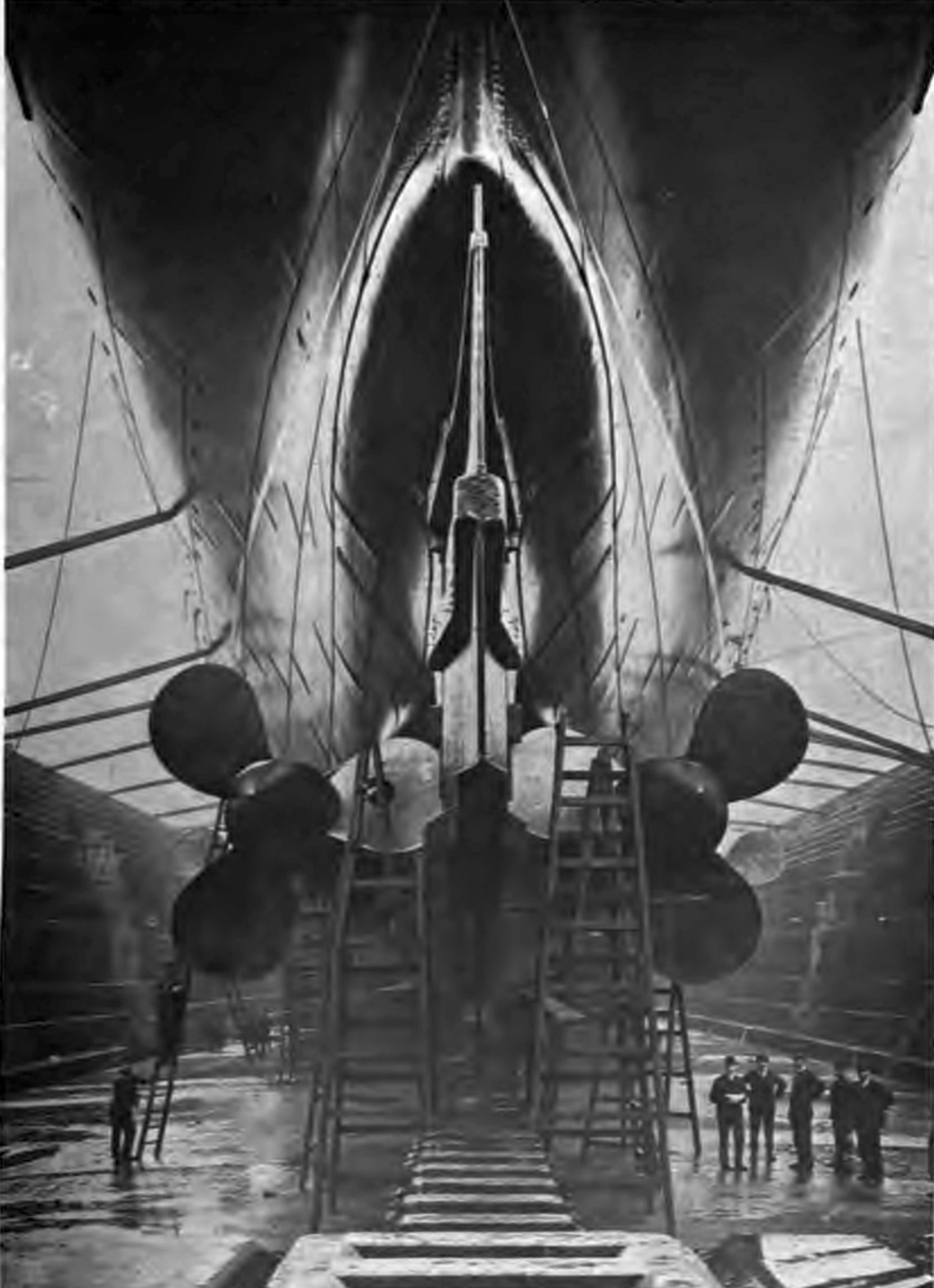
Mauretania na doca seca

Mauretania e Lusitania foram ambos projetados pelo arquiteto naval Leonard Peskett no estaleiro Swan Hunter. O projeto original de Peskett para os navios em 1903 contava com apenas três chaminés, o que acabou sendo alterado para quatro no projeto final. A Cunard em 1904 decidiu mudar as usinas para uma nova tecnologia de turbina, Peskett em seguida, acrescentou uma quarta chaminé para que o perfil do navio ficasse mais elegante, antes de sua construção iniciar.
Em 1906, Mauretania foi lançado. Na época de seu lançamento, ele foi a maior estrutura móvel já construído. As principais diferenças visuais entre Mauretania e Lusitania foi que Mauretania era cinco metros mais longo e teve aberturas diferentes.
Mauretania foi projetado para atender os gostos da era eduardiana. Seu interior foi desenhado pelo arquiteto Harold Peto, e foi equipado por diversas empresas de Londres com vinte e oito tipos de madeiras utilizadas em suas salas públicas, juntamente com mármore, tapeçarias e outros móveis. Painéis de madeira para salas públicas foram esculpidas por trezentos artesãos da Palestina. Uma série de elevadores (uma característica rara em navios da época) foram instalados próximo a grande escadaria do Mauretania.

## Início de Carreira

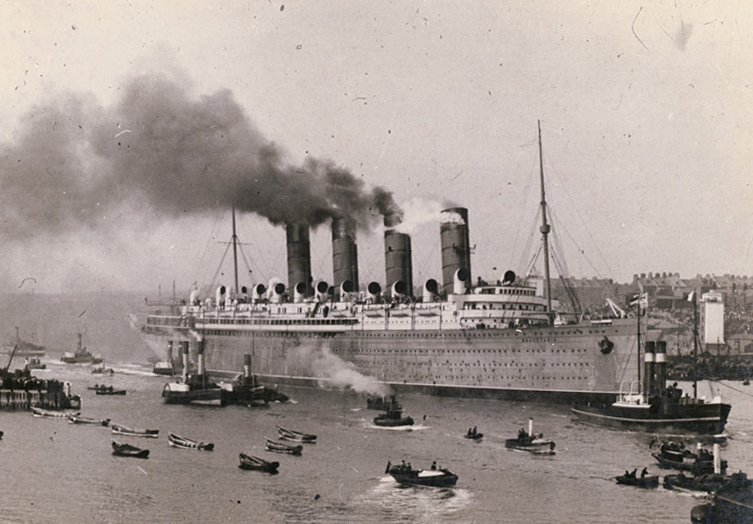
Mauretania passando pelo Rio Tyne

Mauretania partiu de Liverpool em sua viagem inaugural no dia 16 de novembro de 1907, sob o comando de seu primeiro capitão John Pritchard, e mais tarde conquistou o recorde pela sua rápida travessia ao leste do Atlântico, com uma velocidade média de 23 nós (43 km/h). Em setembro de 1909, Mauretania conquistou o Flâmula Azul pela sua rápida travessia no sentido oeste, um prêmio que durou um pouco mais de duas décadas.
Em dezembro de 1911, a âncora do Mauretania se soltou de suas amarras, sofrendo danos que causou o cancelamento de sua viagem de Natal para Nova Iorque. Em uma rápida mudança de calendário, a Cunard remarcou a viagem, transferindo para o navio RMS Lusitania sob comando do capitão James Charles, que havia acabado de voltar de Nova Iorque. Durante o naufrágio do RMS Titanic em 14 de abril de 1912, Mauretania estava atracado em Queenstown, na Irlanda, em uma viagem de Liverpool para Nova Iorque. Posteriormente, Mauretania transportou o manifesto de carga do Titanic até Nova Iorque. O presidente da Cunard na época, Sr. AA Booth, organizou uma vigília para as vítimas do Titanic. Em julho de 1913, o rei Jorge e a rainha Maria receberam um passeio especial no Mauretania, o navio mercante mais rápido da Grã-Bretanha, acrescentando mais distinção à reputação do navio. Em janeiro de 1914, em uma reequipagem anual do Mauretania em Liverpool, quatro homens foram mortos e seis ficaram feridos quando um cilindro de gás explodiu enquanto eles estavam trabalhando em uma de suas turbinas a vapor. O dano foi mínimo e ele retornou ao serviço dois meses depois.

## Primeira Guerra Mundial

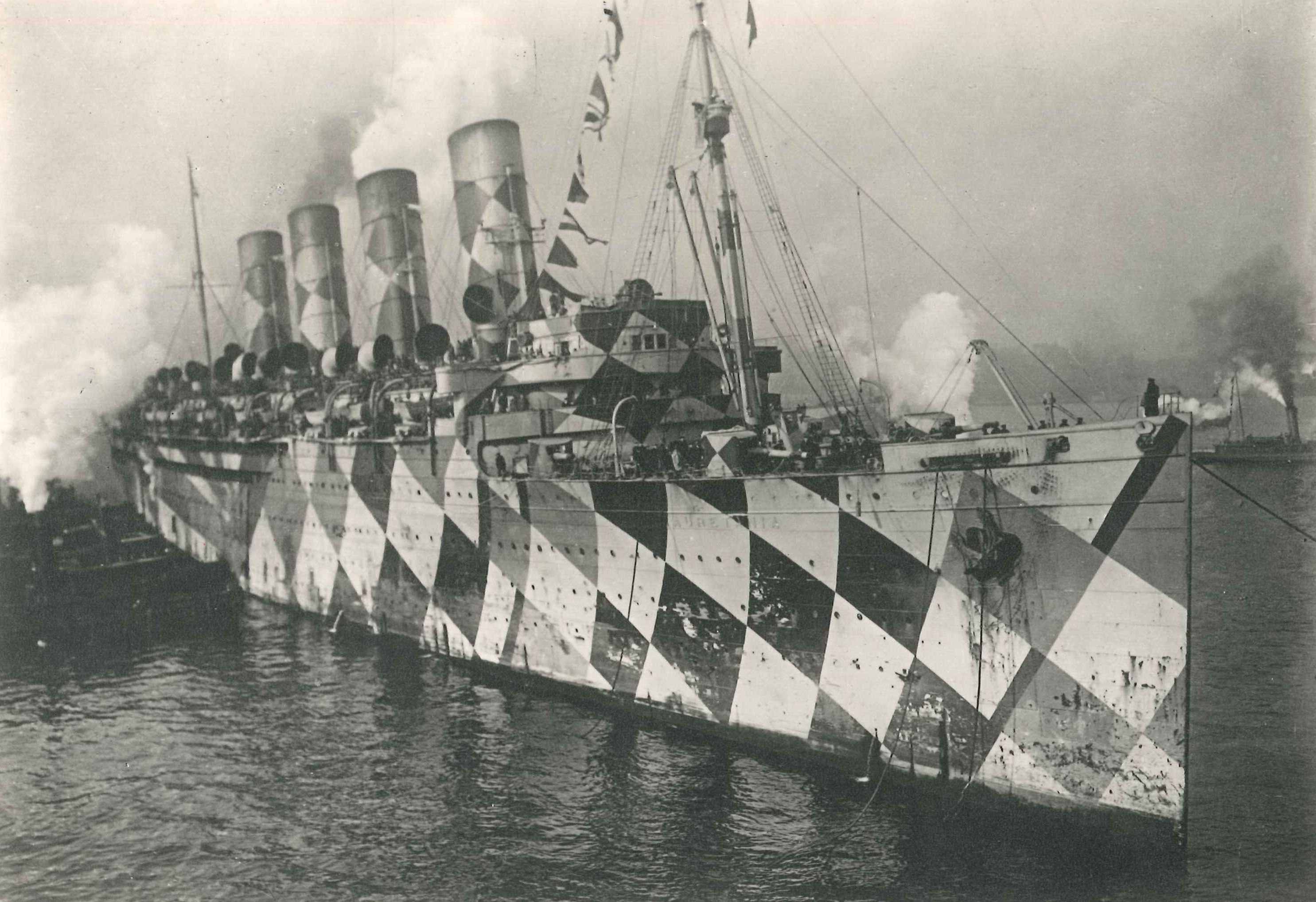
HMT Mauretania com camuflagem disruptiva

Pouco depois da Grã-Bretanha declarar guerra à Alemanha em 4 de agosto de 1914, Mauretania e Aquitania foram solicitados pelo governo britânico para se tornarem cruzadores mercantes armados, porém seu enorme tamanho e consumo de combustível o tornava impróprio para o dever, sendo devolvido à Cunard dias depois, retomando sua operação como navio transatlântico. Mais tarde, devido à falta de passageiros que atravessam o Atlântico, Mauretania foi ancorado em Liverpool até maio de 1915, no momento em que o Lusitania foi afundado por um submarino alemão.
Mauretania estava prestes a servir o papel deixado pelo Lusitania, mas ele foi requisitado pelo governo britânico para servir como navio de tropas para transportar tropas britânicas durante a Campanha de Galípoli. O navio evitou tornar-se presa de submarinos alemães por conta de sua alta velocidade. Como navio de tropas, Mauretania recebeu uma camuflagem disruptiva, uma pintura de formas geométricas que tinham o objetivo de dificultar a determinação de sua distância e velocidade por parte do inimigo.
Quando as forças combinadas do império britânico e da França começaram a sofrer baixas, Mauretania foi condenado a servir como navio-hospital, junto com seu companheiro Cunarder Aquitania e o navio HMHS Britannic, da White Star Line para tratar os feridos até 25 de janeiro de 1916. No serviço médico, seu casco foi pintado de branco com grandes emblemas da Cruz médica que cercam o navio. Sete meses depois, Mauretania tornou-se novamente um navio de tropas após ser requisitado pelo governo canadense para transportar tropas canadenses de Halifax para Liverpool. Seu dever na guerra ainda não havia terminado, quando os Estados Unidos declararam guerra à Alemanha em 1917, ele levou milhares de soldados norte-americanos, o navio foi registrado pelo Almirantado como HMS Tuberose até o fim da guerra, mas seu nome nunca foi mudado oficialmente pela Cunard.

## Anos pós-guerra

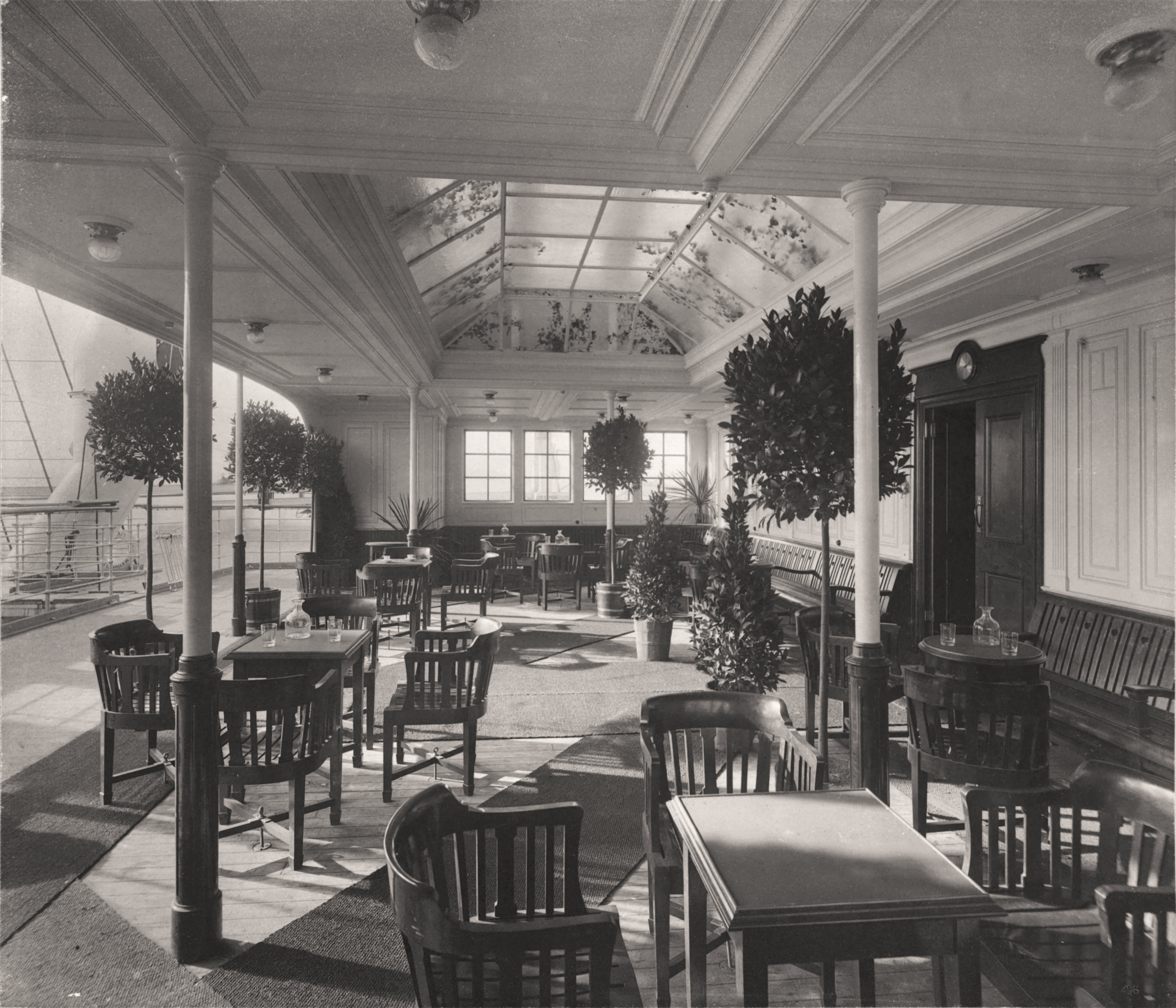
Varanda de Café no convés do Navio

Mauretania voltou ao serviço em 21 de setembro de 1919. Sua agenda de viagens o impedia de voltar ao estaleiro para reparos. No entanto, a Cunard retirou o Mauretania de serviço quando um fogo irrompeu no convés E, e decidiu dar-lhe uma reforma muito necessária.
Mauretania retornou para o estaleiro, onde suas caldeiras foram convertidas para queima de óleo, voltando ao serviço em março de 1922. A Cunard notou que Mauretania tinha dificuldades para manter sua velocidade regular no Atlântico. Embora a velocidade de serviço do navio havia melhorado e passou a queimar apenas 750 toneladas curtas (680 t) de óleo por 24 horas, em comparação com mil toneladas curtas (910 t) de carvão anteriormente, não estava operando em sua velocidade de serviço pré-guerra. Em um cruzamento, em 1922, o navio conseguiu uma velocidade média de apenas 19 nós. A Cunard constatou que as turbinas revolucionárias do navio precisavam desesperadamente de uma revisão. Em 1923,  uma das principais remontagens foram iniciadas em Southampton, onde as turbinas do Mauretania foram desmontadas. No meio da reforma, os trabalhadores do estaleiro entraram em greve e o trabalho foi interrompido, a Cunard decidiu então rebocar o Mauretania para Cherbourg, na França, onde a obra foi concluída em outro estaleiro. Em maio de 1924, o navio voltou ao serviço no Atlântico.

## Aposentadoria e sucateamento

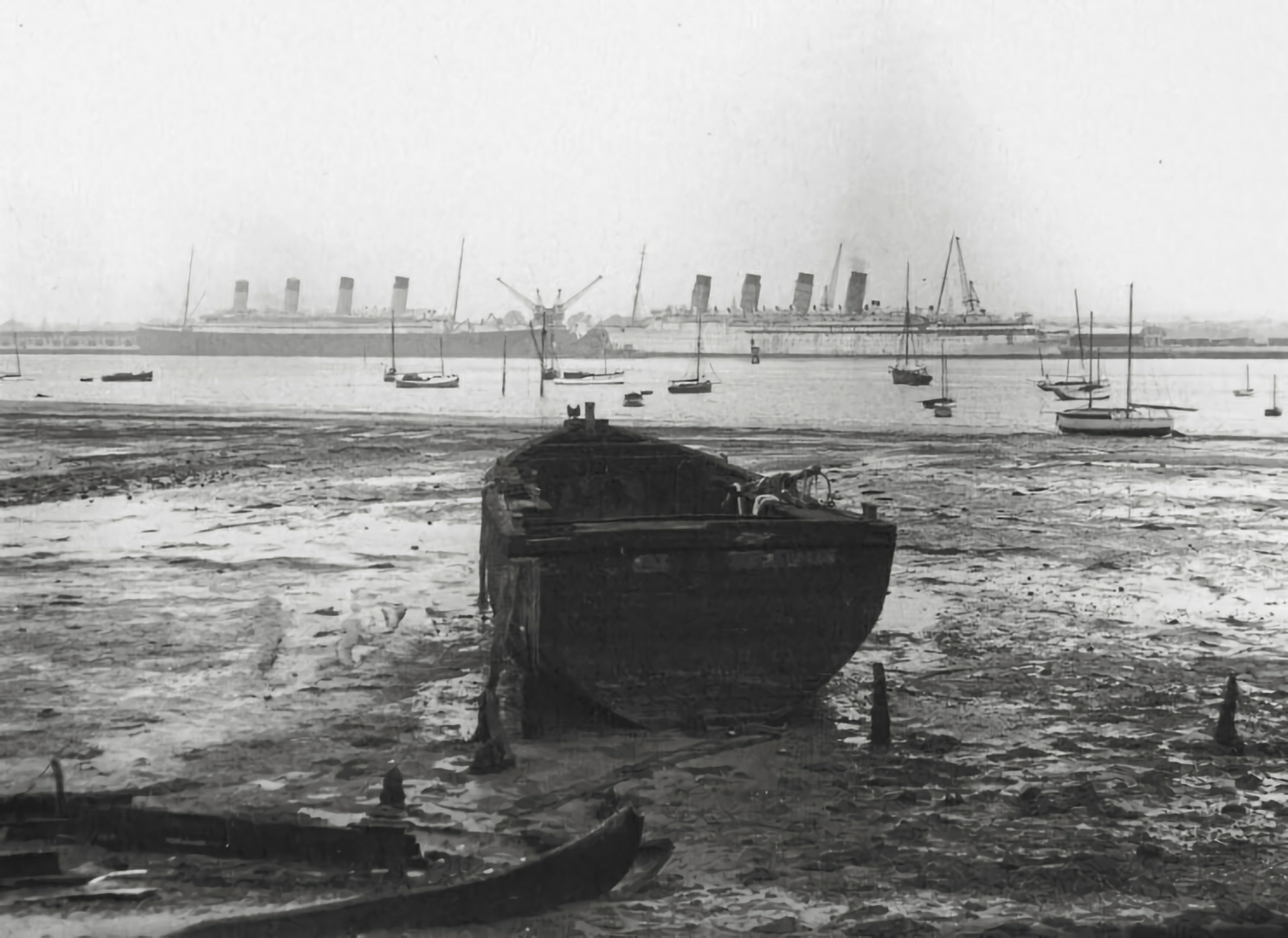
Olympic (à esquerda) e o Mauretania (à direita) ancorado em Southampton em 1935, antes de sua viagem final para o desmanche em Rosyth, Escócia

A Cunard retirou o Mauretania de serviço após uma viagem de Nova Iorque para Southampton em setembro de 1934. A viagem foi feita a uma velocidade média de 24 nós (44 km/h). Ele foi, então, ancorado em Southampton ao lado do ex-navio da White Star Line, o Olympic, e seus 28 anos de serviço chegaram ao fim.
Em maio de 1935, os móveis e acessórios foram postos em leilão e em 1° de julho ele partiu de Southampton para uma empresa de demolição em Rosyth. Um de seus ex-capitães, o aposentado sir Arthur Rostron, capitão do RMS Carpathia durante o resgate do RMS Titanic, esteve presente em sua última partida de Southampton. Rostron recusou-se a subir a bordo do Mauretania antes de sua jornada final, afirmando que preferia lembrar o navio quando ele o comandava.
A caminho de Rosyth, o Mauretania parou em sua cidade natal por meia hora no Rio Tyne, onde atraiu multidões de turistas e foi abordado pelo senhor prefeito de Newcastle. O prefeito despediu-se e seu último capitão, At Brown, em seguida, retomou o seu curso para Rosyth. Mauretania chegou a Rosyth, na Escócia, às 6h da manhã do dia 4 de julho de 1935, durante uma tempestade, passando pela Ponte do Forth. Foi relatado ao autor e historiador John Maxtone-Graham que após o desligamento final de seus grandes motores, ele deu um "tremor final...". O desmantelamento começou logo e com grande rapidez. Inusualmente, ele foi demolido à tona em dique seco, com um sistema complexo de lâminas de madeira e marcas de lápis para monitorar seu equilíbrio. Em um mês, suas chaminés desapareceram. Em 1937, sua estrutura foi totalmente desmontada e vendida como sucata.
A demolição do Mauretania foi protestada por muitos de seus leais passageiros, incluindo o presidente Franklin Delano Roosevelt, que escreveu uma carta particular contra o desmantelamento.